# André Louis (ingénieur du son)
André Louis est un ingénieur du son français, actif des années 1940 aux années 1970.

## Filmographie
- 1949 : Toâ de Sacha Guitry
- 1950 : Pas de pitié pour les femmes de Christian Stengel
- 1951 : Au pays du soleil de Maurice de Canonge
- 1952 : Au cœur de la Casbah, de Pierre Cardinal
- 1952 : Les femmes sont des anges de Marcel Aboulker
- 1952 : Les Surprises d'une nuit de noces de Jean Vallée
- 1953 : Le Sorcier blanc de Claude Lalande
- 1953 : L'Étrange Amazone de Jean Vallée
- 1954 : Ah ! les belles bacchantes de Jean Loubignac
- 1955 : Le Couteau sous la gorge de Jacques Séverac
- 1955 : Les pépées font la loi de Raoul André
- 1956 : Opération Tonnerre de Gérard Sandoz
- 1958 : Une balle dans le canon de Michel Deville
- 1959 : Les Tripes au soleil de Claude Bernard-Aubert
- 1959 : Détournement de mineures de Walter Kapps
- 1960 : Les Tortillards de Jean Bastia
- 1961 : Les Bras de la nuit de Jacques Guymont
- 1962 : La Loi des hommes de Charles Gérard
- 1962 : À fleur de peau de Claude Bernard-Aubert
- 1963 : La parole est au témoin de Jean Faurez
- 1964 : Le Coup de grâce de Jean Cayrol et Claude Durand
- 1967 : Le Dimanche de la vie de Jean Herman
- 1967 : L'Homme qui trahit la mafia de Charles Gérard
- 1967 : Réseau secret de Jean Bastia
- 1968 : Bérénice de Pierre-Alain Jolivet
- 1971 : Les Aveux les plus doux d’Édouard Molinaro
- 1971 : Êtes-vous fiancée à un marin grec ou à un pilote de ligne ? de Jean Aurel
- 1972 : Les Portes de feu de Claude Bernard-Aubert
- 1972 : Les Fous du stade de Claude Zidi
- 1974 : Comment réussir quand on est con et pleurnichard de Michel Audiard